# Нововолинський ліцей-інтернат
Нововолинський науковий ліцей Волинської обласної ради — державний загальноосвітній навчальний заклад в місті Нововолинськ. Є одним з числа найкращих загальноосвітніх навчальних закладів області, переможець конкурсу «100 найкращих шкіл України». Президент ліцею- Жуковська Софія  з вересня 2024- вересень 2025

## Історія ліцею
1996 року було відкрито Нововолинський ліцей-інтернат Волинської обласної ради. Цій події передувало проведення відповідної роботи впродовж трьох років: розв'язання організаційних і соціальних протиріч, вивчення науково-методичної літератури, формування кадрів, налагодження ділових стосунків із вишами. 
В результаті ліцей був створений на базі загальноосвітньої школи-інтернату шляхом відкриття спочатку одного десятого, а потім десятого і одинадцятого педагогічних класів. І тільки після першого випуску педагогічного класу за бажанням громадськості області було здійснено набір до десятого класу за трьома профільними напрямками: 
- педагогічного;
- медичного;
- лісотехнічного.

Серед перших 25 випускників педагогічного класу, студентами педагогічного факультету Волинського національного університету імені Лесі Українки стали 20 чоловік. 
Ліцензія 1 вересня 1996 р. Серія 30 030062 засвідчує право обласного ліцею-інтернату м. Нововолинська на провадження освітньої діяльності.

## Викладачі
Навчально-виховний процес забезпечують 115 працівників і 54 педагоги. Серед викладачів:
- 1 кандидат педагогічних наук
- 2 заслужені вчителі України
- 23 вчителі-методисти
- 11 відмінників освіти України
- 4 вихователі-методисти
- 1 практичний психолог-методист
- 39 педагогів, яким присвоєно кваліфікацію «спеціаліст вищої категорії»

## Освітньо-матеріальна база закладу
- Комп'ютерні кімнати
- Сучасні кабінети фізики, хімії, біології
- Бібліотека з читальним залом
- Актовий зал
- Комп'ютеризований психологічний центр
- Хореографічний зал
- Тренажерний зал
- Центр "Здоров'я" (медичний кабінет, кімната психологічного розвантаження)
- Тенісний зал
- Більярдна
- Мистецький центр з музеєм народознавства

## Діяльність
Навчання в ліцеї ведеться за такими профільними напрямками:
Суспільно-гуманітарний:
- Українська мова та література
- Іноземні мови
- Історія
- Правознавство

Хіміко-біологічний: 
- Хімія
- Біологія
- Медицина

Фізико-математичний:
- Математика
- Фізика
- Інформатика

Економічний:
- Економіка

## Умови вступу
Відповідно до “Концепції профільного навчання в старшій школі” затвердження рішення колегії Міністерства освіти і науки України 25 вересня 2003 р. № 10/13 Нововолинський науковий ліцей-інтернат проводить набір учнів до 8-го, 9-их, 10-их класів за такими напрямками профілізації:
- суспільно – гуманітарний
- природничо – математичний

### Перелік вступних іспитів
8 клас (суспільно – гуманітарний)
- українська філологія – українська мова (диктант),
- українська мова і література;
- іноземні мови (англійська, німецька, французька) – іноземна мова, українська мова (диктант).
- Історія, право – історія, українська мова (диктант).

9 – А клас (суспільно – гуманітарний)
- українська філологія – українська мова (диктант),
- українська мова і література;
- іноземні мови (англійська, німецька, французька) – іноземна мова, українська мова (диктант).
- Історія, право – історія, українська мова (диктант).

9 – Б клас (природничо – математичний)
- Хімія, біологія – хімія (тест), біологія.

9 – В клас (природничо – математичний)
- Фізика – фізика, математика
- Математика – математика, фізика
- Економіка – географія, математика

10 – А клас (суспільно - гуманітарний)
- українська філологія – українська мова (диктант)
- українська мова і література;
- іноземні мови (англійська, німецька, французька) – іноземна мова, українська мова (диктант).
- Історія, право – історія, українська мова (диктант).

10 – Б клас (природничо - математичний)
- Хімія, біологія, екологія – хімія (тест), біологія.

10 – В клас (природничо - математичний)
- Фізика – фізика, математика
- Математика – математика, фізика

10 – Г клас (економічний)
- Економіка – географія, українська мова (диктант)

Усі учні проходять тестування у психолога ліцею.
Призери обласних олімпіад зараховуються до ліцею без іспитів.
При конкурсному відборі перевага надається учням, які проживають у сільській місцевості.

## Випускники
За 17 років існування ліцею було випущено 8123 ліцеїстів. З них 579 учнів стали призерами III етапу Всеукраїнських олімпіад із базових дисциплін, 73-IV етапу Всеукраїнських олімпіад базових дисциплін, 81-конкурсу-захисту наукових робіт.
586 учнів нагороджено золотими медалями «За високі досягнення у навчанні» та срібними медалями «За досягнення у навчанні». Щорічно 98-100% випускників вступають до вищих навчальних закладів України.

## Співпраця
На сьогодні укладені угоди з такими навчальними закладами:
1. Волинський національний університет імені Лесі Українки
2. Луцький національний технічний університет
3. Львівський національний університет імені Івана Франка
4. Національний університет «Львівська політехніка»
5. Львівський національний медичний університет імені Данила Галицького
6. Львівський національний аграрний університет
7. Львівський національний університет ветеринарної медицини та біотехнологій імені Степана Гжицького
8. Львівським фінансово-економічним інститутом
9. Київський національний лінгвістичний університет
10. Національний університет харчових технологій
11. Київським інститутом міжнародної економіки та підприємництва
12. Київський міжнародний університет
13. Київський славістичний університет
14. Київський економічний інститут менеджменту
15. Національний лісотехнічний університет України
16. Національний університет "Острозька академія"
17. Національний авіаційний університет
18. Київський національний торговельно-економічний університет
19. Університет Менеджменту і Адміністрації ( м. Замостя,  Польща).

На базі ліцею працюють підготовчі курси Національного університету харчових технологій, Національного авіаційного університету, Київського міжнародного університету, Львівського державного аграрного університету.